# Papers, Please
Papers, Please is een indie puzzelspel ontwikkeld door Lucas Pope. Het spel kwam op 8 augustus 2013 uit voor Windows en OS X. De speler speelt in Papers, Please een immigratieofficier bij een grensovergang in het fictieve communistische Oostblokland Arstotzka.

## Gameplay
Als een immigratieofficier dienen de identiteitsbewijzen en eventuele andere verplichte documenten (zoals een werkvergunning) van buitenlanders geverifieerd te worden. De speler controleert of alle informatie juist is. Zo mag een paspoort niet verlopen zijn, moet de naam op alle papieren hetzelfde zijn en moeten de pasfoto en de persoon aan de balie gelijkend zijn. De speler kan met een rode of een groene stempel de papieren afstempelen en zodoende de bezoeker weigeren of toelaten. Bij een correcte afhandeling verkrijgt de speler credits, de valuta in het spel. Als de speler een fout maakt door een legitiem verzoek af te wijzen of vice versa, krijgt de speler een waarschuwing van de Ministery of Admission. Na een derde misstap in een dag krijgt de speler boetes opgelegd. 
Aan het eind van elke dag krijgt de speler geld voor alle correct afgehandelde personen en geld van mogelijke omkopingen minus de boetes van het ministerie. Met dit geld moet de speler zijn familie onderhouden door het geld te besteden aan de huur, voedsel, warmte en andere levensbehoeften.
Er zijn in het spel 20 verschillende eindes. Welk einde de speler krijgt en of het spel goed afloopt hangt af van het aantal fouten dat de speler maakt en de keuzes die gemaakt worden in het verdelen van de credits en de side-missies. Zo kan de speler besluiten om zich aan te sluiten bij een anti-overheid revolutie eenheid of juist de leden van deze eenheid aan te geven. Deze keuze heeft zijn weerslag op het verdere verloop van het spel.

## Ontvangst
| Recensiescore                               | Recensiescore |
| Publicist                                   | Score         |
| ------------------------------------------- | ------------- |
| Eurogamer                                   | 9/10          |
| Game Informer                               | 8,5/10        |
| Gamer.nl                                    | 8,5/10        |
| GameSpot                                    | 8/10          |
| IGN                                         | 8,7/10        |
| PC Gamer (VS)                               | 8,7/10        |
| Award(s)                                    |               |
| Winnaar beste pc-exclusive van Destructoid. |               |
| Winnaar beste verhaal van Destructoid.      |               |
| Game of the Year van Wired.                 |               |

Papers, Please is over het algemeen goed ontvangen en heeft meerdere prijzen ontvangen, waaronder Game of the Year van het tijdschrift Wired. Meeste recensenten gaven het spel cijfers tussen de acht en de negen.